# Moses Russell
Moses Richard Russell (Tredegar, Blaenau Gwent (Gal·les), 20 de maig de 1888 - 18 de desembre de 1946) fou un futbolista gal·lès de la dècada de 1920.
Fou 23 cops internacional amb la selecció de Gal·les. Pel que fa a clubs, defensà els colors de Plymouth Argyle durant la major part de la seva carrera. També jugà a Southport, Merthyr Town i Llanelli.

## Palmarès
Merthyr Town
- South Wales & Monmouthshire FA Cup: 1912

Gal·les
- British Home Championship: 1919-20, 1923-24, 1927-28